# Prawdziwe powołanie
Prawdziwe powołanie (Tru Calling, 2003–2004) – amerykański serial typu science-fiction nadawany przez stację FOX od 30 października 2003 roku. W Polsce nadawany przez stację Sci Fi Channel od 2 września 2008. Od 15 listopada 2009 był emitowany na kanale Universal Channel w bloku "Produkcje Sci Fi na kanale Universal Channel".
Serial kręcony był w USA i Kanadzie

## Opis fabuły
Tru Davies (Eliza Dushku) jest młodą kobietą, absolwentką uniwersytetu, która pragnie pracować w szkole medycznej. Kiedy kończy studia, jej ulubiona szkoła medyczna właśnie przestaje działać, dlatego Tru zatrudnia się do pracy na nocną zmianę w miejskiej kostnicy. W pracy odkrywa swoje nadzwyczajne zdolności: słyszy głosy martwych ludzi i może przenosić się w czasie o jeden dzień wstecz. Dzięki tym zdolnościom Tru może się starać uratować komuś życie. Trzeci sezon serialu miał być nakręcony w 2006 r., ale większość aktorów zrezygnowała z kontraktu.

## Obsada
- Eliza Dushku jako Tru Davies
- Zach Galifianakis jako Davis
- Shawn Reaves jako Harrison Davies
- Jason Priestley jako Jack Harper
- A. J. Cook jako Lindsay Walker
- Jessica Collins jako Meredith Davies
- Benjamin Benitez jako Gardez
- Matthew Bomer jako Luc Johnston

## Spis odcinków
| Premiera odcinka | N/o | Polski tytuł                            | Angielski tytuł                          |
| ---------------- | --- | --------------------------------------- | ---------------------------------------- |
|                  |     |                                         |                                          |
| SERIA PIERWSZA   |     |                                         |                                          |
|                  |     |                                         |                                          |
| 02.09.2008       | 01  | Pilot                                   | Pilot                                    |
|                  |     |                                         |                                          |
| 09.09.2008       | 02  | Gaszenie ognia                          | Putting Out Fires                        |
|                  |     |                                         |                                          |
| 16.09.2008       | 03  | Stróż brata                             | Brother's Keeper                         |
|                  |     |                                         |                                          |
| 23.09.2008       | 04  | Czas przeszły                           | Past Tense                               |
|                  |     |                                         |                                          |
| 30.09.2008       | 05  | Opętanie                                | Haunted                                  |
|                  |     |                                         |                                          |
| 07.10.2008       | 06  | Skazani na niepowodzenie                | Star-Crossed                             |
|                  |     |                                         |                                          |
| 14.10.2008       | 07  | Nazajutrz                               | Morning After                            |
|                  |     |                                         |                                          |
| 21.10.2008       | 08  | Zakończenie                             | Closure                                  |
|                  |     |                                         |                                          |
| 28.10.2008       | 09  | Morderstwo w kostnicy                   | Murder in the Morgue                     |
|                  |     |                                         |                                          |
| 04.11.2008       | 10  | Zjazd absolwentów                       | Reunion                                  |
|                  |     |                                         |                                          |
| 11.11.2008       | 11  | Najdłuższy dzień                        | The Longest Day                          |
|                  |     |                                         |                                          |
| 18.11.2008       | 12  | Walentynki                              | Valentine                                |
|                  |     |                                         |                                          |
| 25.11.2008       | 13  | Zabójcza uroda                          | Drop Dead Gorgeous                       |
|                  |     |                                         |                                          |
| 02.12.2008       | 14  | Córeczka tatusia                        | Daddy’s Girl                             |
|                  |     |                                         |                                          |
| 21.04.2009       | 15  | Ucieczka                                | The Getaway                              |
|                  |     |                                         |                                          |
| 28.04.2009       | 16  | Do pary                                 | Two Pair                                 |
|                  |     |                                         |                                          |
| 05.05.2009       | 17  | Ze śmiercią jej do twarzy               | Death Becomes Her                        |
|                  |     |                                         |                                          |
| 12.05.2009       | 18  | Okno na podwórze                        | Rear Window                              |
|                  |     |                                         |                                          |
| 19.05.2009       | 19  | Zmarły w chwili przybycia               | D.O.A.                                   |
|                  |     |                                         |                                          |
| 26.05.2009       | 20  | Dwa wesela i pogrzeb                    | Two Weddings and a Funeral               |
|                  |     |                                         |                                          |
| SERIA DRUGA      |     |                                         |                                          |
|                  |     |                                         |                                          |
| 02.06.2009       | 21  | Gniew oceanu                            | Perfect Storm                            |
|                  |     |                                         |                                          |
| 09.06.2009       | 22  | Łaska                                   | Grace                                    |
|                  |     |                                         |                                          |
| 16.06.2009       | 23  | W ciemnościach                          | In the Dark                              |
|                  |     |                                         |                                          |
| 23.06.2009       | 24  | Ostatni udany dzień                     | The Last Good Day                        |
|                  |     |                                         |                                          |
| 30.06.2009       | 25  | Dosyć                                   | Enough                                   |
|                  |     |                                         |                                          |
| 07.07.2009       | 26  | Znowu jest Wigilia Bożego Narodzenia... | ‘Twas the Night Before Christmas...Again |
|                  |     |                                         |                                          |

## Nagrody
- Saturn 2004
  - nominacja: najlepsza aktorka w programie telewizyjnym lub serialu − Eliza Dushku